# سایز صفر
سایز صفر (انگلیسی: size zero) یا سایز ۰ (انگلیسی: size 0) اندازه‌ای برای پوشاک زنان در سیستم سایز کاتالوگی ایالات متحده است. سایز ۰ و ۰۰ به‌واسطهٔ تغییر اندازه‌های پوشاک در گذر زمان (که تحت عنوان اندازهٔ بیهوده یا تغییر اندازه مورد اشاره قرار می‌گیرد)، که منجر به استفاده از ارقام کوچک‌تر شده‌بود، ابداع شدند. به‌عنوان مثال، سایز ۰ در سال ۲۰۱۱ برابر با سایز ۲ در سال ۲۰۰۱ بوده و از سایز ۶ در سال ۱۹۷۰ و سایز ۸ در سال ۱۹۵۸ بزرگتر است. پوشاک سایز ۰ مدرن، بسته به نوع و نشان تجاری آن، برای اندازهٔ سینه-شکم-باسن بین ۷۶-۵۶-۸۱ سانتی‌متر (۳۰-۲۲-۳۲ اینچ) تا ۹۰–۷۱۱⁄۲-۹۰ سانتی‌متر (۳۶-۲۸-۳۶ اینچ) مناسب است. سایز ۰۰ ممکن است بین ۱ تا ۵ سانتی‌متر (۰٫۵ تا ۲ اینچ) از سایز ۰ کوچک‌تر باشد. سایز صفر غالباً برای اشاره به افزاد بسیار لاغر (به‌ویژه زنان و دختران نوجوان)، یا گرایش‌های وابسته به آن‌ها مورد استفاده قرار می‌گیرد.